# Bad Kötzting
Bad Kötzting (in bavarese Bad Ketzing) è un comune tedesco di 7 319 abitanti, situato nel land della Baviera.